# IC 2545
IC 2545 هو اصطدام مجري، يقع في كوكبة مفرغة الهواء. اكتشف في 1 مايو 1900،

## روابط خارجية
- IC 2545 على موقع ويكي سكاي: DSS2, SDSS, GALEX, IRAS, Hydrogen α, X-Ray, Astrophoto, Sky Map, Articles and images